# لیناردو لئورنزو فرانکو
لیناردو لئورنزو فرانکو (به پرتغالی: Leandro Lourenço Franco) مهاجم اهل برزیل است که در شهر Pouso Alegre و در تاریخ ۱۰ اوت ۱۹۸۱ به دنیا آمده‌است.
لیناردو لئورنزو فرانکو در تیم‌های فوتبال Internacional de Limeira سابقهٔ حضور دارد.